# مقیاس مالر
در ریاضیات، مقیاس مالر چند جمله‌ای {\displaystyle p(z)} ، (با ضرایب مختلط) که با {\displaystyle M(p)} نمایش می دهند به صورت زیر تعریف شده‌است: 
{\displaystyle M(p)=|a|\prod _{|\alpha _{i}|\geq 1}|\alpha _{i}|=|a|\prod _{i=1}^{n}\max\{1,|\alpha _{i}|\},}
طوریکه تجزیه ی {\displaystyle p(z)} در اعداد مختلط  {\displaystyle \mathbb {C} }  به صورت زیر ‌است :
{\displaystyle p(z)=a(z-\alpha _{1})(z-\alpha _{2})\cdots (z-\alpha _{n}).}
مقیاس مالر را می‌توان به عنوان یک نوع تابع درجه بالا دید. با استفاده از فرمول جنسن می‌توان ثابت کرد که این مقیاس نیز برابر میانگین هندسی از {\displaystyle |p(z)|} برای {\displaystyle z} در دایره واحد (به عنوان مثال، {\displaystyle |z|=1}) است:
{\displaystyle M(p)=\exp \left({\frac {1}{2\pi }}\int _{0}^{2\pi }\ln(|p(e^{i\theta })|)\,d\theta \right).}